# Stephanie Kurlow
Stephanie Kurlow   (Austràlia, 10 de març de 2001) és una ballarina australiana, sovint reconeguda com la primera ballerine amb hijab del món.

## Trajectòria
Va néixer a Austràlia el 2001, filla de l'australià Stephen Kurlow (d'àvia belarussa) i la tàtar Alsu Khanim. Va créixer en els suburbis de Sydney i va començar a ballar amb dos anys. Va formar-se al Riverside Theatre fins al 2010, quan amb nou anys ella i la seva família es van convertir a l'islam. Aleshores va fer un descans de la dansa i, en acabat, va voler inscriure's en una acadèmia de ball, però cap va admetre-la per dur hijab —en portava sempre en públic des dels deu anys i volia convertir-se en la primera ballerine hijabi del món. Ateses les circumstàncies, la seva mare va decidir obrir una escola de ballet, arts marcials i art aborigen per a nenes, on Kurlow es va formar en el primer àmbit.
El 2016, després d'haver-se format professionalment un any i d'haver quedat primera en un concurs de talents musulmà i haver-se endut el premi a la gran promesa en el concurs de talents juvenil de Sydney, va organitzar una campanya de micromecenatge a través de LaunchGood per a poder finançar-se la formació completa. Hi va recaptar uns 7.000$ i fins i tot va rebre la beca esportiva The Game Changer Scholarship de l'empresa Björn Borg, atorgada per l'organització per primera vegada en la història. En aquell moment, a banda del seu objectiu individual, Kurlow es proposava fundar una escola de ball inclusiva amb persones de diferents capacitats físiques i cultures, com també desenvolupar grups de suport de teatreteràpia adreçats a persones discapacitades de l'àmbit rural i de comunitats aborígens. Així mateix, va fer un curtmetratge documental sobre la seva experiència en la dansa i es plantejava d'entrar en el món del cinema per a combatre-hi la infrarepresentació dels musulmans. Més tard, expressaria obertament el desig d'incorporar-se a una companyia de dansa per a fer-hi món.
El 2017, va ser convidada com a ponent a la Conferència d'Empoderament Femení de Resonation, celebrada a Jakarta (Indonèsia). El 2018, va guanyar una beca per a assistir a la Royal Danish Ballet Summer School, una escola de dansa d'estiu a Dinamarca, i va aparèixer en una campanya publicitària de Lenovo amb la dissenyadora Tarese Klemens pel Dia Internacional de la Dona. De la mateixa manera, el 2019 va sortir en una campanya de Converse titulada Love The Progress, que convidava les noies a redefinir el que volia dir ser-ho. En aquella època, també va rebre la beca Aim for the Stars i va ser ambaixadora de Remove Hate From The Debate, una campanya de difusió per a ensenyar el jovent a identificar el ciberodi i interceptar-lo.
El 2022, va declarar en una publicació d'Instagram que deixaria d'utilitzar el hijab: «Sempre he triat dur-lo i ara trio no dur-lo. Personalment, no vol dir que no el tornaré a portar mai més, les decisions varien i evolucionen, igual que la gent. Només implica que en aquest punt de la meva vida no és una part tan forta de la meva identitat visible». Aquell any, va anar de gira per Austràlia amb el grup de música infantil The Wiggles.
Fora del ballet, s'ha interessat per la pintura i l'escriptura creativa. De fet, als 11 anys, quan havia parat de ballar, va aconseguir exhibir els seus quadres en una exposició d'art i sortir victoriosa en un concurs per a joves escriptors, gràcies a la qual cosa el seu relat es va publicar en físic.

## Influències
Algunes de les figures que la van inspirar per a la seva carrera són les ballarines afroamericanes Michaela DePrince i Misty Copeland, la dansaire sinoaustraliana Li Cunxin, la patinadora artística emiratiana Zahra Lari i la presentadora de televisió estatunidenca Noor Tagouri.